# 清瀧院
清瀧院（せいりゅういん）は、千葉県流山市にある真言宗豊山派の寺院。

## 概略と沿革
創建年代は不明であるが、室町時代ではないかと言われている。樹齢300年以上のシダレザクラと寿老人像が有名である。
寺の霊園には野馬奉行を務めた綿貫氏の4代から11代までの当主の墓所がある。なお初代から3代までの当主の墓所は松戸市の慶林寺にある。
当寺の住職は野田市の徳宝院の住職を兼任し、宗教法人も同一（宗教法人清瀧院・徳宝院）である。

## 交通アクセス
- JR東日本常磐線南柏駅よりぐりーんバス名都借交差点バス停留所で下車、徒歩4分。